# Саньково (Ленинградская область)
Саньково — деревня в Коськовском сельском поселении Тихвинского района Ленинградской области.

## История
Деревня Саньково, состоящая из 34 крестьянских дворов, упоминается на «Специальной карте западной части России» Ф. Ф. Шуберта 1844 года.

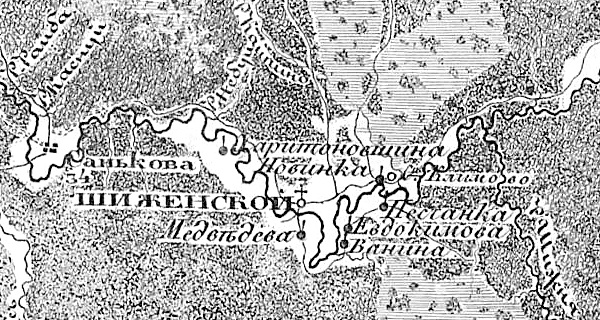
Деревня Санькова на семитопографической карте Новгородской губернии 1847 года

САНЬКОВО — деревня Саньковского общества, прихода Шиженского погоста. Река Шижна. 

Крестьянских дворов — 33. Строений — 63, в том числе жилых — 48. Дегтярный и кожевенный заводы, 8 синильных заведений и 2 мелочных лавки.

Число жителей по семейным спискам 1879 г.: 94 м. п., 99 ж. п.; по приходским сведениям 1879 г.: 85 м. п., 93 ж. п.

Сборник Центрального статистического комитета описывал её так:

СЕНЬКОВА — деревня бывшая владельческая при реке Шпоре, дворов — 33, жителей — 198; Волостное правление, часовня, лавка, кожевенный завод. (1885 год)

В конце XIX — начале XX века деревня административно относилась к Саньковской волости 1-го земского участка 2-го стана Тихвинского уезда Новгородской губернии.

САНЬКОВО — деревня Саньковского общества, дворов — 55, жилых домов — 55, число жителей: 185 м. п., 192 ж. п. 

Занятия жителей — земледелие, лесные промыслы. Река Шижна. Часовня, земская школа, волостное правление, фельдшерский пункт, мелочная лавка. (1910 год)

С 1917 по 1918 год деревня Саньково входила в состав Саньковской волости Тихвинского уезда Новгородской губернии. 
С 1918 года — в составе Череповецкой губернии.
С 1924 года — в составе Прогальской волости.
С 1927 года — в составе Шиженского сельсовета Тихвинского района.
В 1928 году население деревни Саньково составляло 382 человека.
По данным 1933 года деревня Саньково входила в состав Шиженского сельсовета.
В 1961 году население деревни Саньково составляло 211 человек.
По данным 1966, 1973 и 1990 годов деревня Саньково также входила в состав Шиженского сельсовета.
В 1997 году в деревне Саньково Шиженской волости проживали 65 человек, в 2002 году — 56 человек (русские — 96 %).
В 2007 году в деревне Саньково Коськовского СП проживал 51 человек, в 2010 году — 36.

## География
Деревня расположена в северо-западной части района на автодороге 41К-886 (Коськово — Исаково).
Расстояние до административного центра поселения — 9 км.
Расстояние до ближайшей железнодорожной станции Тихвин — 60 км.
Деревня находится на реке Шижня.

## Демография
| 2007 | 2010 | 2017 |
| ---- | ---- | ---- |
| 51   | ↘36  | ↘34  |

### Национальный состав
Согласно данным Всероссийской переписи населения 2021 года в деревне проживали 35 человек, из них:
 русские — 32, карелы — 1, киргизы — 1, украинцы — 1 человек.

## Улицы
Александра Костина, Светлая.